# Laraki
Pour les articles homonymes, voir Laraki (homonymie).
Laraki Automobiles est un constructeur automobile marocain spécialisé dans la conception de voitures de sport et de supercars en édition limitée. Fondée en 1999 à Casablanca par Abdeslam Laraki, designer industriel et naval, l'entreprise ambitionne de positionner le Maroc sur le segment du luxe automobile. 
Avant de se tourner vers l'automobile, Laraki s’est fait connaître pour la conception de yachts de prestige, notamment pour des clients du Golfe Persique. L’entreprise a dévoilé plusieurs modèles à vocation sportive depuis le début des années 2000, présentés dans des salons automobiles internationaux et événements spécialisés.

## Conception et ingénierie
Les modèles Laraki se distinguent par un design audacieux, signé par Abdeslam Laraki lui-même, formé en design automobile en Suisse et influencé par ses débuts dans la conception de yachts de luxe. Le style des véhicules est caractérisé par des lignes anguleuses, des matériaux composites avancés comme la fibre de carbone, et des éléments inspirés de l’aéronautique.
L'ingénierie des véhicules repose en partie sur des bases mécaniques de grandes marques existantes. La Fulgura utilise un moteur V12 d’origine Mercedes-Benz, tandis que les modèles Epitome et Sahara sont construits sur des châssis de Chevrolet Corvette largement modifiés. 
Laraki a également fait appel à des partenaires européens spécialisés. Pour le développement de la Sahara, l’entreprise a collaboré avec le cabinet italien Dallara afin d’optimiser l’aérodynamisme et la dynamique du véhicule.
La direction technique a été confiée à Peter Tutzer, ancien ingénieur chez Bugatti, Porsche et Pagani, ce qui a renforcé la crédibilité technique de la marque auprès des observateurs du secteur automobile.

## Modèles

### Fulgura
La Laraki Fulgura est le premier modèle du constructeur. Elle est présentée pour la première fois au Salon international de l'automobile de Genève en 2002. Dotée d’un moteur V12 d'origine Mercedes-Benz, elle vise à concurrencer les supercars européennes. Une version définitive est exposée en 2005, et une production limitée à 99 exemplaires est annoncée sur une période de quatre ans.

### Borac

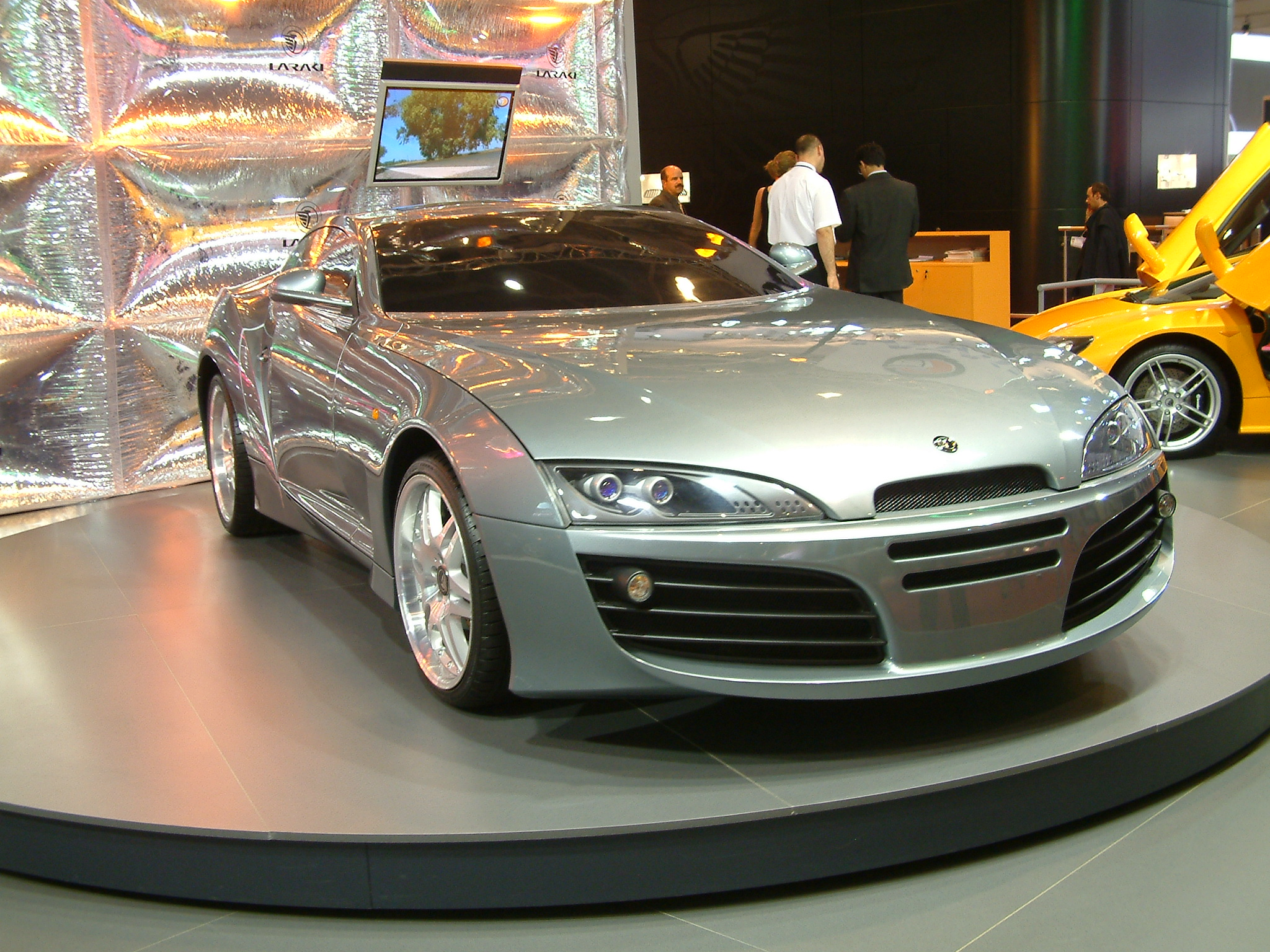
Laraki Borac.

La Laraki Borac est un coupé grand tourisme présenté au Salon international de l'automobile de Genève en 2005. Contrairement à la Fulgura, la Borac est pensée comme une voiture plus routière, mais conserve une motorisation puissante et un design affirmé.

### Epitome
La Laraki Epitome est le troisième modèle de la marque, présenté en 2013 lors du Concours d'Élégance de Pebble Beach aux États-Unis. Son châssis repose sur celui de la Chevrolet Corvette C6, mais la voiture est largement modifiée, avec une carrosserie en fibre de carbone et un moteur V8 de 7,0 L biturbo, développant jusqu’à 1 750 ch avec un carburant à indice d’octane élevé.  
La production est annoncée comme strictement limitée à neuf unités. Le modèle a été médiatisé pour son prix de 2 millions de dollars,.

### Sahara

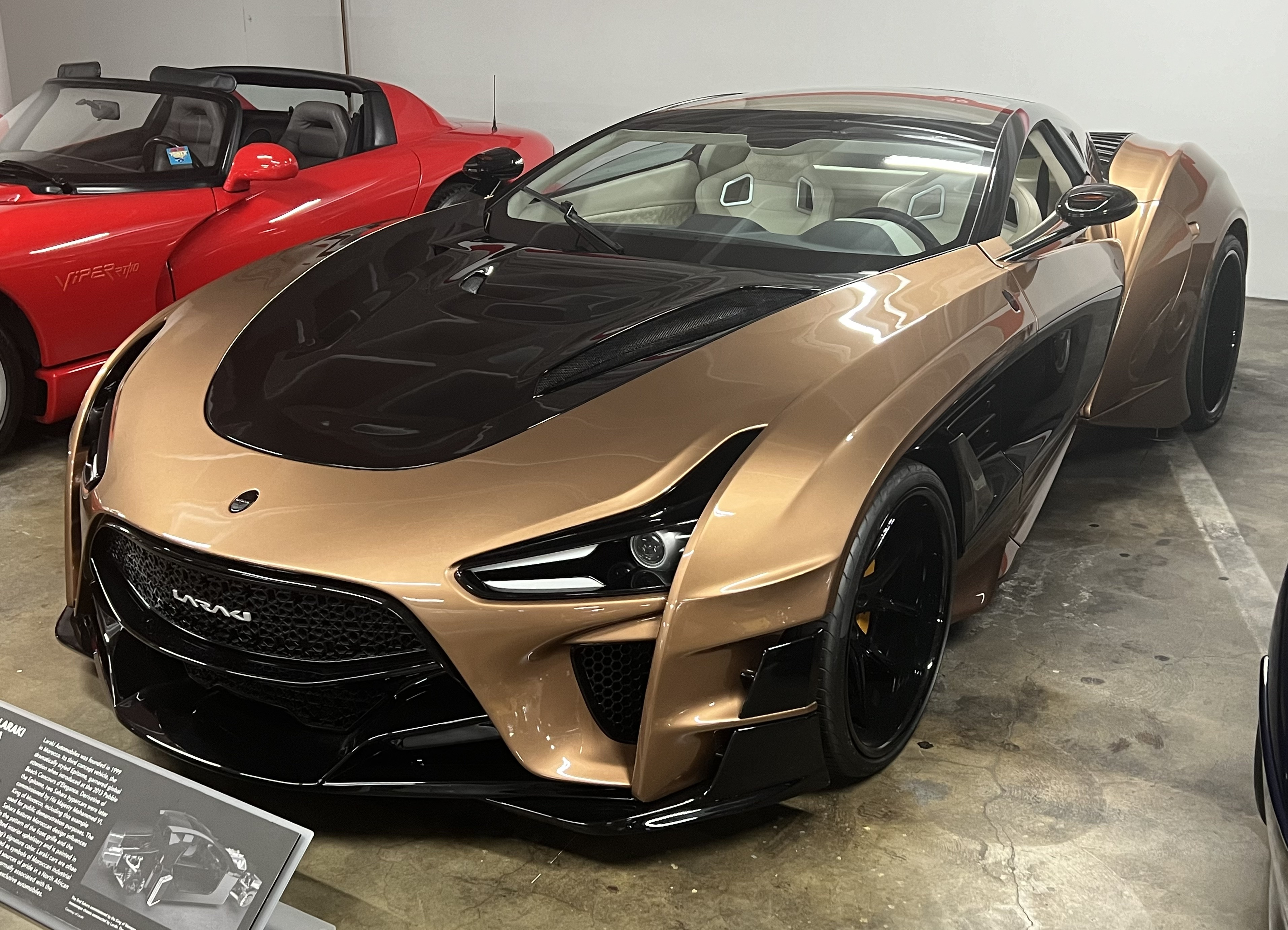
Laraki Sahara au Petersen Automotive Museum.

Le Laraki Sahara est un hypercar dévoilé en 2019 au Maroc, basé sur la plateforme de la Chevrolet Corvette C7. Il a été développé avec la participation de l’ingénierie italienne Dallara. Le modèle est équipé d’un moteur V8 biturbo de 7,0 L et développe jusqu’à 1 750 ch avec du carburant à indice d’octane élevé.
Seulement deux exemplaires sont prévus. Le Roi Mohammed VI aurait acquis l’un d’eux en 2025. Ce modèle confirme la poursuite de l’activité du constructeur marocain sur le marché des supercars de luxe,.